# Decreti di Milano
I decreti di Milano furono emessi il 23 novembre 1807 e il 17 dicembre 1807 da Napoleone Bonaparte per far rispettare il decreto di Berlino del 1806, che aveva avviato il sistema continentale, la base del suo piano per sconfiggere gli inglesi intraprendendo una guerra economica.
I decreti di Milano stabilivano che nessun paese in Europa doveva commerciare con il Regno Unito.
Questi decretarono che tutte le navi, a prescindere dalla bandiera battente, ormeggiate in Gran Bretagna o sottoposte a controlli britannici, dovevano essere immediatamente confiscate, compreso il trasportato. Il decreto di Berlino, tuttavia, si riferiva solo alle navi che avevano lasciato la Gran Bretagna immediatamente prima. Fino ai Decreti di Milano, ciò consentiva il commercio legale di merci britanniche tramite navi scandinave o statunitensi.
I decreti milanesi rispondevano anche a un decreto britannico dell'11 novembre 1807 che, come contromisura al decreto di Berlino, avrebbe influenzato il commercio marittimo con la Francia: le navi mercantili neutrali dovevano prima ancorare in Inghilterra e pagare una tassa prima che potessero andare in Francia. Dazi doganali adeguati dovevano essere pagati prima e dopo il soggiorno in Francia; 25% ciascuno sul valore del trasporto. Il decreto britannico estese anche il blocco marittimo agli stati alleati con la Francia in tempo di guerra.

## Termini
Il primo decreto del 23 novembre 1807 elencava alcune merci, fra cui quelle coloniali, che verranno considerate “a priori” come provenienti dall’Inghilterra. Inoltre anche ogni nave neutrale che attraccasse in un porto di un paese soggetto al Blocco continentale, provenendo da un porto inglese sarà soggetta a confisca del carico.

I decreti autorizzavano le navi da guerra e i corsari francesi a catturare navi neutrali che navigavano da qualsiasi porto della Gran Bretagna o di qualsiasi paese occupato dalle forze britanniche.
Il secondo del 17 dicembre 1807 stabilì che le navi neutrali di cui al primo decreto verranno considerate prive di nazionalità e quindi catturabili in alto mare dalle navi francesi che effettuano la guerra di corsa.
Dichiarò inoltre che tutte le navi che si sottomettevano alla perquisizione della Royal Navy in alto mare dovevano essere considerate bottino lecito se fossero state catturate dai francesi.

## Testo dei decreti
decreto 21 novembre 1806
- Napoleone, imperatore dei francesi e re d'Italia, dichiara in stato di blocco le isole britanniche e proibisce ogni commercio e corrispondenza con esse; stabilisce che venga fatto prigioniero di guerra ogni individuo suddito dell'Inghilterra di qualunque stato e condizione, trovato nei paesi occupati dalle truppe francesi o dai suoi alleati; è dichiarato di buona presa ogni magazzino, merce, proprietà di qualsiasi natura appartenente a un suddito dell'Inghilterra.[6]

decreto 10 dicembre 1806
- Eugenio, viceré d'Italia, volendo assicurare la piena e intera esecuzione del decreto di S.M. dato a Berlino il 21 novembre 1806, disciplina le contravvenzioni alle norme stabilite per chiunque detenga merci o crediti spettanti a inglesi o sudditi delle isole britanniche.[7]

decreto 17 dicembre 1807
Dal nostro Palazzo imperiale di Milano, 17 dicembre 1807.
<< Napoleone, imperatore dei francesi, Re d'Italia, Protettore della Confederazione del Reno.
<< Viste le disposizioni fissate dal governo inglese, in data 11 novembre decorso, le quali sottopongono i bastimenti delle potenze neutrali, amiche ed anche alleate dell'Inghilterra, non solo ad una visita degl'incrociatori inglesi, ma ancora ad una stazione obbligata in Inghilterra e ad una imposizione arbitraria di tanto per cento sul loro carico, la quale deve essere regolata dalla legislazione inglese;
<<Considerando che, con tali atti, il governo inglese toglie i nazionali privilegi a tutti i popoli dell'Europa; che niun governo può transigere sulla sua indipendenza e i suoi diritti, tutti i principi dell'Europa essendo mallevadori della sovranità ed indipendenza della loro bandiera; e che, se per una inescusabile debolezza, ed una incancellabile macchia agli occhi della posterità, si lasciasse passare in principio e consacrare dall'uso una tale tirannia, g'Inglesi ne prenderebbero atto per stabilirla in diritto, come essi hanno profittato della tolleranza dei governi per stabilire l'infame principio che la bandiera non difende la mercanzia, e per dare ai loro diritti di blocco un'estensione arbitraria ed attentatoria alla sovranità di tutti gli stati;
<<Abbiamo decretato e decretiamo quanto segue:
<< 1. Qualunque bastimento di qualunque siasi nazione, che avrà sofferto la visita di un vascello inglese, o si sarà sottomesso ad un viaggio in Inghilterra, o avrà pagato una imposizione qualunque al governo inglese, è per questa sola ragione dichiarato indegno di godere i diritti nazionali, ha perduto la guarentigia della sua bandiera, ed è divenuto proprietà inglese.
<< 2. Sia che i detti bastimenti entrino nei nostri porti o in quelli dei nostri alleati, sia che cadano in potere dei nostri vascelli da guerra o dei nostri corsari, sono dichiarati di buona e valida presa.
<< 3. Le isole britanniche son dichiarate in stato di blocco sul mare come sulla terra. Qualunque bastimento di qualunque siasi nazione, qualunque sia il suo carico, spedito da porti d'Inghilterra o dalle colonie inglesi, e dai paesi occupati da truppe inglesi, è di buona presa, come trasgressore del presente decreto; verrà catturato dai nostri vascelli da guerra o dai nostri corsari ed aggiudicato al predatore.
<< 4. Queste misure che sono una giusta reciprocità pel barbaro sistema adottato dal governo inglese il quale assimila la propria legislazione a quella d'Algeri, cesseranno di avere il loro effetto per tutte le nazioni che sapessero obbligare il governo inglese a rispettare la loro bandiera. Continueranno ad essere in vigore finché questo governo non ritornerà ai principi del diritto delle genti, il quale regola le relazioni degli stati civili in tempo di guerra. Le disposizioni del seguente decreto verranno abrogate ed annullate di fatto, appena che il governo inglese sarà tornato ai principi del diritto delle genti, che sono anche quelli della giustizia e dell'onore.
<< 5. Tutti i ministri sono incaricati dell'esecuzione del presente decreto che verrà inserito nel bollettino delle leggi>>.
Firmato NAPOLEONE.
decreto 28 dicembre 1807
- Napoleone, imperatore dei francesi e re d'Italia, proibisce l'introduzione nel regno di tutte le merci di cotone manifatturato; sono ammessi solo i cotoni manifatturati provenienti dalla Francia per Vercelli o dalla dogana di Pancarana, purché accompagnati da un certificato che attesti la loro lavorazione in Francia.[9]

## Conseguenze
Dopo tali decreti anche la Russia dello Zar Alessandro I adottò il blocco e convinse l’Austria a fare altrettanto.